# Ganzhou Huangjin Airport
Ganzhou Huangjin Airport (kinesiska: 赣州黄金机场, Gànzhōu Huángjīn Jīchǎng) är en flygplats i Kina. Den ligger i provinsen Jiangxi, i den sydöstra delen av landet, omkring 330 kilometer söder om provinshuvudstaden Nanchang.
Runt Ganzhou Huangjin Airport är det tätbefolkat, med 476 invånare per kvadratkilometer. Närmaste större samhälle är Ganzhou, 15,7 km öster om Ganzhou Huangjin Airport. I omgivningarna runt Ganzhou Huangjin Airport växer huvudsakligen savannskog.
Genomsnittlig årsnederbörd är 1 831 millimeter. Den regnigaste månaden är maj, med i genomsnitt 317 mm nederbörd, och den torraste är oktober, med 15 mm nederbörd.